# Flugvikt i boxning vid olympiska sommarspelen 1992
Resultat från boxning vid olympiska sommarspelen 1992 och herrarnas flugvikt. De 30 boxarna vägde under 51 kg. Tävlingarna arrangerades i Pavelló Club Joventut de Badalona i Barcelona.

## Medaljörer
| Klass    | Guld                     | Silver               | Brons                  |
| Flugvikt | Choi Chol-Su · Nordkorea | Raúl González · Kuba | Tim Austin · USA       |
| Flugvikt | Choi Chol-Su · Nordkorea | Raúl González · Kuba | István Kovács · Ungern |

## Resultat

### Första rundan
| Vinnare                    | Resultat       | Förlorare               |
| Första rundan              | Första rundan  | Första rundan           |
| -------------------------- | -------------- | ----------------------- |
| Timothy Austin (USA)       |                | – BYE                   |
| Yuliyan Strogov (BUL)      | RSCI-2 (02:03) | Ronnie Noan (PNG)       |
| Luis Claudio Freitas (BRA) | 15-9           | Gwang-Hyung Han (KOR)   |
| Benjamin Mwangata (TAN)    | RSCH-3 (01:43) | Narciso González (MEX)  |
| Raúl González (CUB)        | 15-7           | Leszek Olszewski (POL)  |
| Moses Malagu (NGR)         | 12-8           | Paul Buttimer (IRL)     |
| Mario Loch (GER)           | RSCI-2 (00:16) | Vichai Khadpo (THA)     |
| David Serradas (VEN)       | 12-3           | Angel Chacón (PUR)      |
| Héctor Avila (DOM)         | RSC-2 (02:38)  | Liu Gang (CHN)          |
| Isidrio Visvera (PHI)      | 17-0           | Stanislav Vagaský (TCH) |
| István Kovács (HUN)        | 21-5           | Dharmendra Yadav (IND)  |
| Jesper Jensen (DEN)        | 10-4           | Hamid Berhili (MAR)     |
| Paul Ingle (GBR)           | 9-7            | Alexander Baba (GHA)    |
| Choi Chol-Su (PRK)         | 7-4            | Moustafa Esmail (EGY)   |
| Yacin Chikh (ALG)          | 5-3            | Anatoly Filipov (EUN)   |
| Robert Peden (AUS)         | 14-2           | Marty O'Donnell (CAN)   |

### Andra rundan
| Vinnare                 | Resultat       | Förlorare                  |
| Andra rundan            | Andra rundan   | Andra rundan               |
| ----------------------- | -------------- | -------------------------- |
| Timothy Austin (USA)    | 19-7           | Yuliyan Strogov (BUL)      |
| Benjamin Mwangata (TAN) | 8-7            | Luis Claudio Freitas (BRA) |
| Raúl González (CUB)     | RSCI-2 (00:23) | Moses Malagu (NGR)         |
| David Serradas (VEN)    | 9-4            | Mario Loch (GER)           |
| Héctor Avila (DOM)      | 17-5           | Isidrio Visvera (PHI)      |
| István Kovács (HUN)     | 14-0           | Jesper Jensen (DEN)        |
| Choi Chol-Su (PRK)      | 13-12          | Paul Ingle (GBR)           |
| Robert Peden (AUS)      | KO-2 (00:21)   | Yacin Chikh (ALG)          |

### Kvartsfinaler
| Vinnare              | Resultat      | Förlorare               |
| Kvartsfinaler        | Kvartsfinaler | Kvartsfinaler           |
| -------------------- | ------------- | ----------------------- |
| Timothy Austin (USA) | 19-8          | Benjamin Mwangata (TAN) |
| Raúl González (CUB)  | 14-7          | David Serradas (VEN)    |
| István Kovács (HUN)  | 17-3          | Héctor Avila (DOM)      |
| Choi Chol-Su (PRK)   | 25-11         | Robert Peden (AUS)      |

### Semifinaler
| Vinnare             | Resultat       | Förlorare            |
| Semifinaler         | Semifinaler    | Semifinaler          |
| ------------------- | -------------- | -------------------- |
| Raúl González (CUB) | RSCH-1 (01:04) | Timothy Austin (USA) |
| Choi Chol-Su (PRK)  | 10-5           | István Kovács (HUN)  |

### Final
| Vinnare            | Resultat | Förlorare           |
| Final              | Final    | Final               |
| ------------------ | -------- | ------------------- |
| Choi Chol-Su (PRK) | 12-2     | Raúl González (CUB) |